# 米沢郵便局
米沢郵便局（よねざわゆうびんきょく）
- 長野県茅野市にある郵便局。局番号は11314。
- 山形県米沢市にある郵便局。当項目にて記述する。

米沢郵便局（よねざわゆうびんきょく）は山形県米沢市にある郵便局。民営化前の分類では集配普通郵便局であった。

## 概要
住所：〒992-8799 山形県米沢市金池3-1-43

### 出張所（局外設置ATM）
管轄はゆうちょ銀行仙台支店。
- ヨークベニマル成島店内出張所
- 山形大学工学部内出張所

## 沿革
- 1872年（明治5年）旧7月 - 米沢郵便取扱所として開設[1]。
- 1873年（明治6年） - 米沢郵便局（二等）となる。
- 1875年（明治8年）1月2日 - 為替取扱を開始。
- 1879年（明治12年） - 貯金取扱を開始。
- 1891年（明治24年）8月1日 - 米沢郵便電信局となる。
- 1903年（明治36年）4月1日 - 通信官署官制の施行に伴い米沢郵便局となる。
- 1917年（大正6年）5月22日 - 米沢大火で類焼[2]。
- 1949年（昭和24年）2月21日 - 電信事務を米沢電信局に、電話事務を米沢電話局に移管[3]。
- 1962年（昭和37年）11月1日 - 電話通話および和文電報受付業務を開始[4]。
- 1981年（昭和56年）8月24日 - 米沢市中央一丁目から、同市金池三丁目に局舎を新築、移転。
- 1992年（平成4年）8月3日 - 外国通貨の両替および旅行小切手の売買に関する業務取扱を開始。
- 2007年（平成19年）
  - 3月5日 - 上郷郵便局および口田沢郵便局から集配業務を移管[5]。
  - 10月1日 - 民営化に伴い、併設された郵便事業米沢支店に一部業務を移管。
- 2012年（平成24年）10月1日 - 日本郵便株式会社発足に伴い、郵便事業米沢支店を米沢郵便局に統合。
- 2025年（令和7年）3月3日 - 万世郵便局、関根郵便局および南原郵便局から集配業務を移管。

## 取扱内容
- 郵便、印紙、ゆうパック、内容証明
- 貯金、為替、振替、振込、国際送金、外貨両替、国債、投資信託
- 生命保険、バイク自賠責保険、自動車保険
- ゆうちょ銀行ATM
- 米沢市内全域（〒992-00xx、992-01xx、992-11xx、992-12xx、992-13xx、992-14xx、992-15xx）の集配業務
- ゆうゆう窓口

## 周辺
- 米沢市役所
- 米沢市営体育館
- 米沢市立米沢図書館
- 米沢合同庁舎
- 国道13号
- 国道121号
- 国道287号
- 最上川

## アクセス
- JR米沢駅から徒歩約28分
- 山交バス、米沢市民バス 米沢市役所前停留所下車
- 東北中央自動車道 米沢北ICから南へ約3.5km
- 東北中央自動車道 米沢中央ICから西へ約1.8km
- 駐車場あり：28台